# بیسن (آلاباما)
بیسن (به انگلیسی: Basin) یک منطقهٔ مسکونی در ایالات متحده آمریکا است که در شهرستان کافی، آلاباما واقع شده‌است. بیسن ۱۰۴٫۸۵ متر بالاتر از سطح دریا واقع شده‌است.